# Cirrochroa domorana
Cirrochroa domorana är en fjärilsart som beskrevs av Hans Fruhstorfer 1912. Cirrochroa domorana ingår i släktet Cirrochroa och familjen praktfjärilar. Inga underarter finns listade i Catalogue of Life.